# Троицкое благочиние (Московская епархия)
Троицкое благочиние (Троицкий благочиннический округ) — благочиние Московской епархии Русской православной церкви. Включает приходы и храмы на территории районов Алексеевский, Бутырский, Марфино, Марьина роща, Останкинский и Ростокино Северо-Восточного административного округа города Москвы.
Входит в состав Северо-Восточного викариатства.
Благочинный округа — протоиерей Георгий Климов, настоятель храма Живоначальной Троицы на Пятницком кладбище.
Троицкое благочиние было создано в начале 1990-х годов. Изначально в состав Троицкого благочиния входили все храмы Северо-Восточного административного округа. В книге «Православная Москва: Справочник монастырей и храмов» (М., 2001) упоминается Троицкое благочиние.
В 2010 году ряду викариев Святейшего Патриарха было поручено окормление приходов по благочинническим округам Москвы. Троицкий благочиннический округ окормлял епископ Орехово-Зуевский Пантелеимон (Шатов). В декабре 2011 года в Московской городской епархии были образованы викариатства (викарные округа), территория и названия которых в основном соответствуют административным округам Москвы. Территория Троицкого благочиния совпадала с границами Северо-Восточного викариатства. Распоряжением Святейшего Патриарха Московского и всея Руси Кирилла от 31 декабря 2011 года управляющим Северо-Восточным викариатством был назначен епископ Подольский Тихон (Зайцев). В мае 2012 года Северо-Восточное викариатство было отделено от Троицкого благочиния с одновременным образованием Сергиевского благочиния (появились благочиния в нынешних границах).
С 2000 года благочинным храмов Троицкого округа Москвы был протоиерей Сергий Киселев. После того, как Троицкое благочиние Москвы было реорганизовано в Северо-Восточное викариатство, которое было разделено на Сергиевское и Троицкое благочиния, протоиерей Сергий Киселев был назначен благочинным храмов Сергиевского округа. Благочинным храмов Троицкого округа стал протоиерей Георгий Климов.
Адрес канцелярии благочиния: Москва, Дроболитейный переулок, 5, Храм Троицы Живоначальной на Пятницком кладбище.

## Храмы благочиния

### Действующие
| Название                                                                                     | Период возведения | Краткое описание | Изображение | Адрес |
| Храм иконы Божией Матери «Нечаянная радость» в Марьиной роще                                 | 1899—1904         | Храм построен на средства жителей Марьиной рощи на земле, подаренной графом А. Д. Шереметьевым. |             | Шереметьевская улица, 33                                                                                   |
| Храм мучениц Веры, Надежды, Любови и матери их Софии на Миусском кладбище                    | 1771—1773         | Основан в 1771 году. Сначала к 1773 году был построен деревянный храм. В 1823 году на месте деревянного храма была выстроена каменная церковь в стиле ампир. |             | Улица Сущёвский Вал, 21                                                                                    |
| Храм Ризоположения в Леонове                                                                 | 1719—1722         | Каменная церковь построена в 1719—1722 в вотчине князя В. П. Хованского на месте деревянного храма. |             | Улица Докукина, 19                                                                                         |
| Храм Рождества Пресвятой Богородицы в Бутырской слободе                                      | 1682—1684         | Восстанавливающийся храм. Построен по случаю окончания войны с Османской империей и Крымским ханством. Большой полковой соборный двухстолповый храм имел с четырёхстолповую трапезную и шатровую колокольню. Трапезная снесена в 1970 году. |             | Новодмитровская улица, 47.                                                                                 |
| Храм Тихвинской иконы Божией Матери в Алексеевском                                           | 1676—1682         | Храм построен по указу царя Алексея Михайловича. Колокольня построена в 1824 году. |             | Улица Церковная Горка, 26а                                                                                 |
| Храм Троицы Живоначальной в Останкине                                                        | 1677—1692         | Храм построен М. Я. Черкасским. Является частью музея-усадьбы «Останкино». |             | 1-я Останкинская улица, 7с2                                                                                |
| Храм Троицы Живоначальной на Пятницком кладбище                                              | 1830—1835         | Построен на средства, завещанные купцом Ф. В. Свечниковым. Архитекторы – Ф. М. Шестаков и В. А. Балашов (распространённое мнение, что архитектором храма является А. Г. Григорьев, в настоящее время не находит документального подтверждения). |             | Дроболитейный переулок, 5с1                                                                                |
| Храм Троицы Живоначальной при бывшем приюте Бахрушиных                                       | 1900—1903         | Восстанавливающийся храм. Построен в 1900—1903 годах при бывшем сиротском приюте для мальчиков имени братьев Петра, Александра и Василия Алексеевичей Бахрушиных. |             | 1-й Рижский переулок, 2с7                                                                                  |
| Временный храм-часовня в честь иконы Божией Матери "Неупиваемая Чаша"                        | 2014              | Возведен на месте строительства по Программе-200 храма святых равноапостольных Кирилла и Мефодия в Ростокине |             | Храм-часовня находится на пересечении улиц Малахитовая и Бажова                                            |
| Временный храм-часовня в честь священномученика Иоанна Восторгова                            | 2014              | Возведен на месте строительства по Программе-200 храма святой равноапостольной великой княгини Ольги – Патриаршего подворья в Останкине |             | Новомосковская улица, 4                                                                                    |
| Храм-часовня священномученика Симеона, епископа Персидского                                  | 1915–1917         | Приписной к храму Живоначальной троицы на Пятницком кладбище. Построен в неорусском стиле на месте, где первоначально находилась церковь в честь преп. Параскевы Сербской, построенная в 1772 г., через год после основания Пятницкого кладбища, а затем часовня. Каменный храм-часовня был построен после обветшания деревянной часовни на средства одного из кладчиков Пятницкого кладбища, С. С. Зайцева, по проекту архит. Н. Н. Благовещенского. Под ним была устроена усыпальница рода Зайцевых. |             | Пятницкое кладбище                                                                                         |
| Храм Феодоровской иконы Божией Матери при Российском государственном социальном университете |                   | Приписной к храму Ризоположения Пресвятой Богородицы в Леонове |             | Улица Вильгельма Пика, 4к3                                                                                 |
| Храм свв. прпп. Антония и Феодосия Киево-Печерских в Бибиреве                                |                   | Приписной к храму Ризоположения Пресвятой Богородицы в Леонове. Находится на территории Сергиевского благочиния |             | Улица Корнейчука, вл. 52                                                                                   |
| Храм-часовня иконы Божией Матери «Живоносный Источник» в Бибиреве                            | 2002—2003         | Приписной к храму Ризоположения Пресвятой Богородицы в Леонове. Находится на территории Сергиевского благочиния |             | Улица Лескова, 11Б                                                                                         |
| Колокольня храма благоверного князя Димитрия Донского (храм-колокольня)                      |                   | Приписной к храму Рождества Пресвятой Богородицы в Бутырской слободе |             | Бутырская улица, 56                                                                                        |
| Храм свт. Василия Великого при Всероссийском выставочном центре                              |                   | Приписной к храму Тихвинской иконы Божией Матери в Алексеевском |             | Проспект Мира, ВВЦ, стр. 500, в районе Мичуринского сада между павильонами «Цветоводство» и «Пчеловодство» |
| Часовня прп. Серафима Саровского при Доме ребенка № 8                                        |                   | Приписной к храму Тихвинской иконы Божией Матери в Алексеевском |             | Улица Бажова, 11, корп. 4                                                                                  |